# Bahrain Championship
Het Bahrain Snooker Championship is een professioneel snookertoernooi dat voor het eerst werd georganiseerd in het seizoen 2008/2009.
Onder auspiciën van sjeik Hamad ibn Isa Al Khalifa werd het toernooi gehouden in de hoofdstad Manamah.
Omdat het Bahrain Championship deel uitmaakt van de rankingtoernooien zijn de zestien bestgeplaatste spelers op de wereldranglijst automatisch geplaatst voor het hoofdtoernooi. Daarbij komen nog eens zestien spelers uit de kwalificaties.
De eerste editie van het Bahrain Championship had te lijden onder het drukke wedstrijdschema: spelers als John Higgins, Mark Selby en Ding Junhui ontbraken op het toernooi omdat ze er zich eerder toe verbonden hadden te spelen in de Premier League.
In de derde ronde van de kwalificaties liet de Chinese speler Liang Wenbo een 147-maximumbreak optekenen. Dat kunstje werd hem in de wildcard ronde nagedaan door Marcus Campbell.
De eerste winnaar van het toernooi was de Australiër Neil Robertson, die in de finale Matthew Stevens versloeg.

## Erelijst
| Seizoen   | Winnaar        | Winnaar | Verliezend finalist | Verliezend finalist | Score |
| --------- | -------------- | ------- | ------------------- | ------------------- | ----- |
| 2008/2009 | Neil Robertson | AUS     | Matthew Stevens     | WAL                 | 9-7   |